# 돼지고기

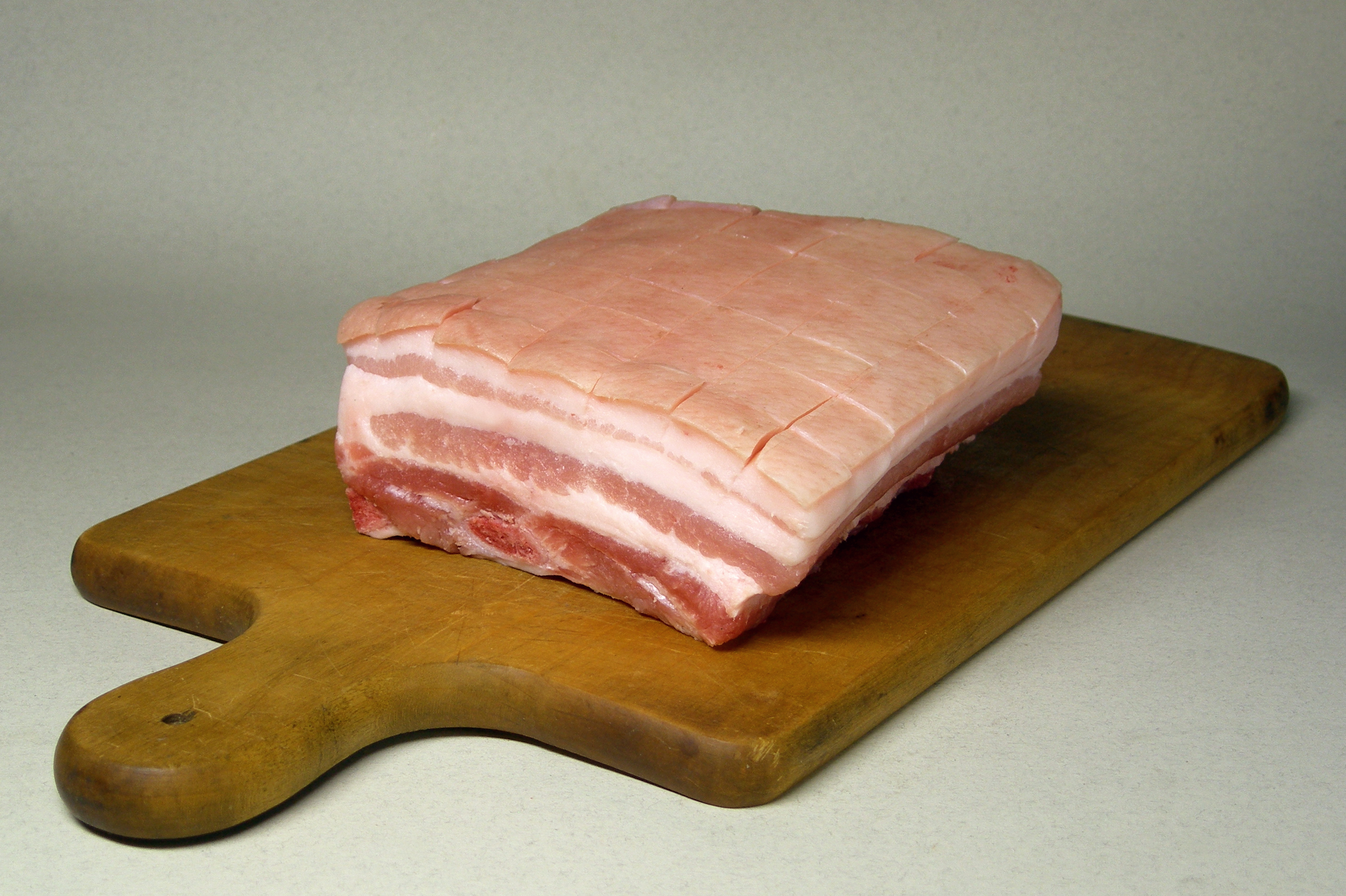
돼지고기의 부위 중 하나인 오겹살

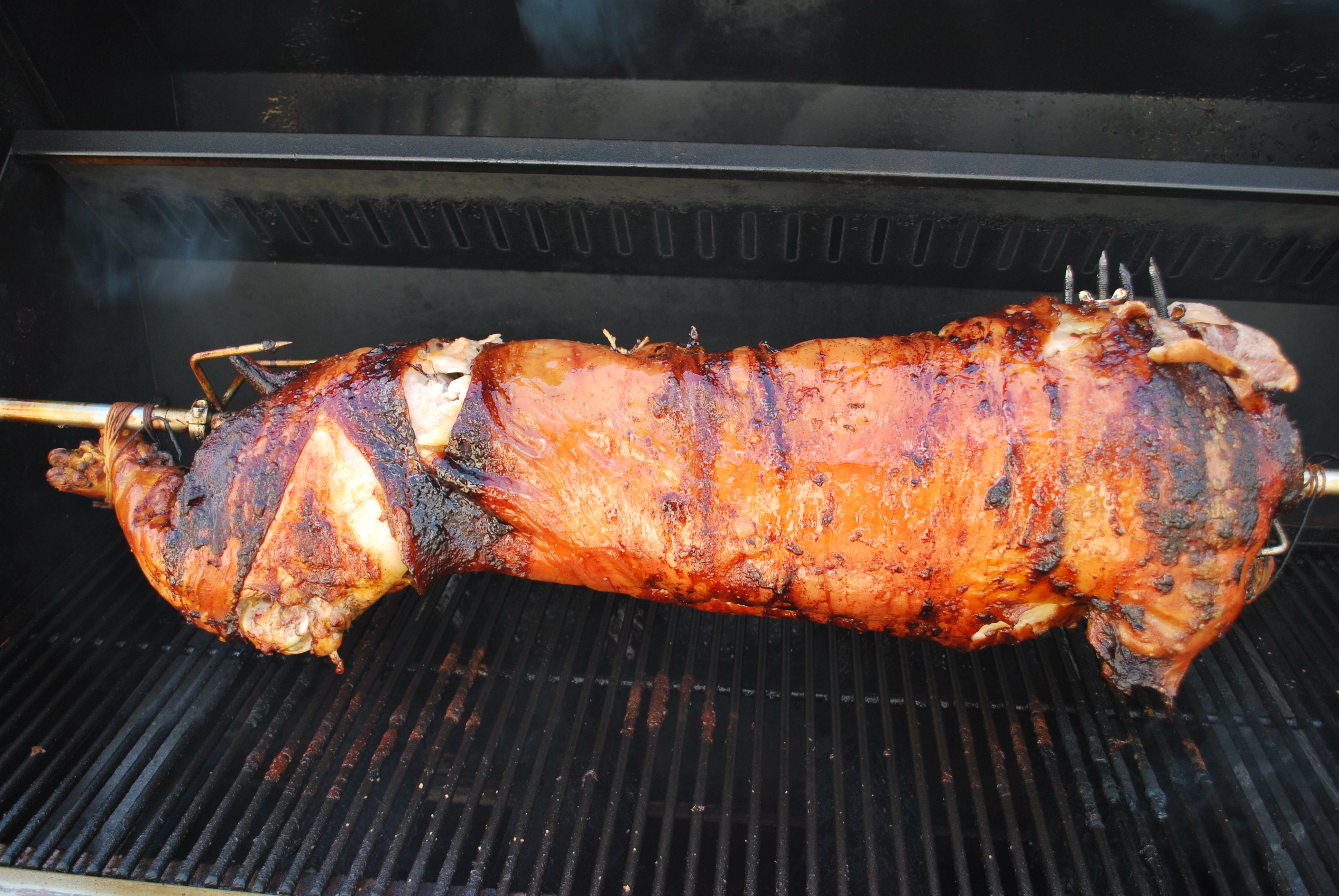
통돼지 로스트 구이.

돼지고기는 돼지를 도축하여 얻은 고기를 일컫는다. 돈육(豚肉), 제육(豬肉)이라고도 한다. 돼지는 오래전부터 세계 여러 나라에서 고기를 얻기 위한 가축으로 길러 왔다. 이슬람교의 무슬림들(일반적으로 아랍인들)과 유대교의 유대인들은 구약성서 레위기에 적힌 대로 돼지를 부정한 동물로 여기기 때문에 돼지고기를 먹지 않는다.
과거에는 중국 및 일부 국가에서만 돼지고기를 많이 먹었을 뿐 세계적인 육고기 소비 형태는 돼지보다는 닭고기를 많이 먹는 편이다. 그러나 한국은 1970년대 들어 정부차원의 양돈산업 활성화 정책에 영향으로 현재에는 닭고기보다 돼지고기를 더 많이 섭취하는 국가로 변모하였다. 한국농촌경제연구원의 발표에 따르면 2017년 품목 별 농업 생산액 1위는 6조 7702억원을 기록한 돼지라고 한다. 이는 사상 처음으로 기존에 지속적으로 1위 자리를 지켜왔던 쌀을 2위로 밀어낸 것이다. 현재는 무슬림 국가 및 채식주의 국가 등 일부를 제외하고 많은 국가에서 돼지고기를 먹고 있다.

## 부분육 분류기준
돼지고기는 크게 살코기와 부산물로 구분된다. 그 중 살코기는 식품의약품안전처 행정규칙 '식육의 부위별 등급별 및 종류별 구분방법'에 의거하여, 도축 시 분할 정형기준과 동일하게 7개의 대분할 부위 및 25가지 소분할 부위로 분류할 수 있다. 위의 법적 기준에 외식산업의 현황에 맞는 일반/특수부위 기준을 추가하여 분류하면, 그 외 부산물은 총 7가지로 분류된다.
| 구분   | 대분할                                                                     | 세부구분                                                                   | 종류                                                                       |
| ------ | -------------------------------------------------------------------------- | -------------------------------------------------------------------------- | -------------------------------------------------------------------------- |
| 살코기 | 안심                                                                       | 일반                                                                       | 안심살                                                                     |
| 살코기 | 등심                                                                       | 일반                                                                       | 등심살, 알등심살                                                           |
| 살코기 | 등심                                                                       | 특수부위                                                                   | 등심덧살(가브리살)                                                         |
| 살코기 | 목심                                                                       | 일반                                                                       | 목심살                                                                     |
| 살코기 | 앞다리                                                                     | 일반                                                                       | 앞다리살, 앞사태살                                                         |
| 살코기 | 앞다리                                                                     | 특수부위                                                                   | 항정살, 꾸리살, 부채살, 주걱살                                             |
| 살코기 | 뒷다리                                                                     | 일반                                                                       | 볼기살, 설깃살, 도가니살, 홍두깨살, 보섭살, 뒷사태살                       |
| 살코기 | 삼겹살                                                                     | 일반                                                                       | 삼겹살, 오돌삼겹, 등갈비, 토시살                                           |
| 살코기 | 삼겹살                                                                     | 특수부위                                                                   | 갈매기살                                                                   |
| 살코기 | 갈비                                                                       | 일반                                                                       | 갈비, 갈비살, 마구리                                                       |
| 부산물 | 간, 머리, 신장(콩팥), 족발, 창자, 위(보살감투, 오소리감투, 보사리감투), 뼈 | 간, 머리, 신장(콩팥), 족발, 창자, 위(보살감투, 오소리감투, 보사리감투), 뼈 | 간, 머리, 신장(콩팥), 족발, 창자, 위(보살감투, 오소리감투, 보사리감투), 뼈 |

## 부분육별 조리법
구이, 찌개, 수육, 산적, 편육, 돈가스, 탕수육 등 다양한 방식으로 요리되는 돼지고기는 부위별로 이름을 붙여 취급된다.
각각의 요리 방식에 알맞은 부위가 있다. 한국에서 가장 많이 소비되는 부위는 삼겹살이다. 하지만 그 상대적 비중은 감소하는 추세에 있으며, 대신 앞, 뒷다리살의 소비 비중이 증가하고 있다.
- 머리: 편육으로 만들거나 삶은 고기를 먹기도 한다. 한국에서는 고사를 지낼 때 제물(祭物)로 이용되기도 한다.
- 볼살: 돼지 얼굴 양옆에서 나온 부위이다.
- 콧등살: 귀한 특수부위로 취급된다.
- 삼각살: 돼지 코 안쪽 살로, 삼각형 모양이다.
- 혓바닥: 돼지가 죽을 때까지 움직이는 부위이다.
- 목살: 목뼈 주위에 있는 고기이다. 주로 구이에 이용된다.
- 항정살: 목과 어깨를 잇는 부위이다. 주로 구이에 이용된다.
- 두항정살: 머리에 붙은 항정살
- 족발: 발 부위 고기이다. 찌거나 삶아서 먹는다.
- 삼겹살: 복부의 고기로 주로 굽거나 찜으로 먹는다.
- 갈비살: 갈비뼈 주위의 고기로 여러 가지 요리법이 있다. 흔히 '돼지 갈비'라고 부를 때는 양념한 갈비살을 구워 먹는 것을 말한다.
- 갈매기살: 횡격막에 붙어있는 살을 말한다.
- 등심: 등뼈 주위의 고기를 말한다. 구이로 이용된다.
- 안심: 내부에 위치한 살로, 돈가스, 산적 등에 이용된다.
- 돼지껍데기(돈피): 돼지의 껍데기의 털을 뺀 것으로, 구이용으로 사용된다.

## 국가별 소비량
| 국가                        | 2015    | 2016    | 2017    | 2018    | 2019    |
| --------------------------- | ------- | ------- | ------- | ------- | ------- |
| 중화인민공화국              | 57,252  | 56,245  | 55,930  | 55,398  | 48,970  |
| 유럽 연합                   | 20,871  | 20,748  | 20,816  | 21,162  | 20,685  |
| 미국                        | 9,341   | 9,476   | 9,541   | 9,748   | 9,951   |
| 러시아                      | 2,990   | 3,142   | 3,296   | 3,197   | 3,310   |
| 브라질                      | 2,893   | 2,870   | 2,941   | 3,035   | 3,102   |
| 일본                        | 2,568   | 2,626   | 2,731   | 2,775   | 2,790   |
| 멕시코                      | 2,017   | 2,091   | 2,180   | 2,331   | 2,405   |
| 베트남                      | 2,526   | 2,647   | 2,713   | 2,796   | 2,435   |
| 대한민국                    | 1,813   | 1,894   | 1,926   | 2,001   | 2,044   |
| 필리핀                      | 1,637   | 1,735   | 1,803   | 1,886   | 1,939   |
| 캐나다                      | 884     | 806     | 816     | 864     | 939     |
| 기타                        | 6,716   | 6,731   | 6,916   | 7,147   | 7,093   |
| 합계                        | 111,508 | 111,011 | 111,609 | 112,340 | 105,663 |
| 단위: 톤. 출처: 미국 농무부 |         |         |         |         |         |

## 국가별 돼지부위의 명칭

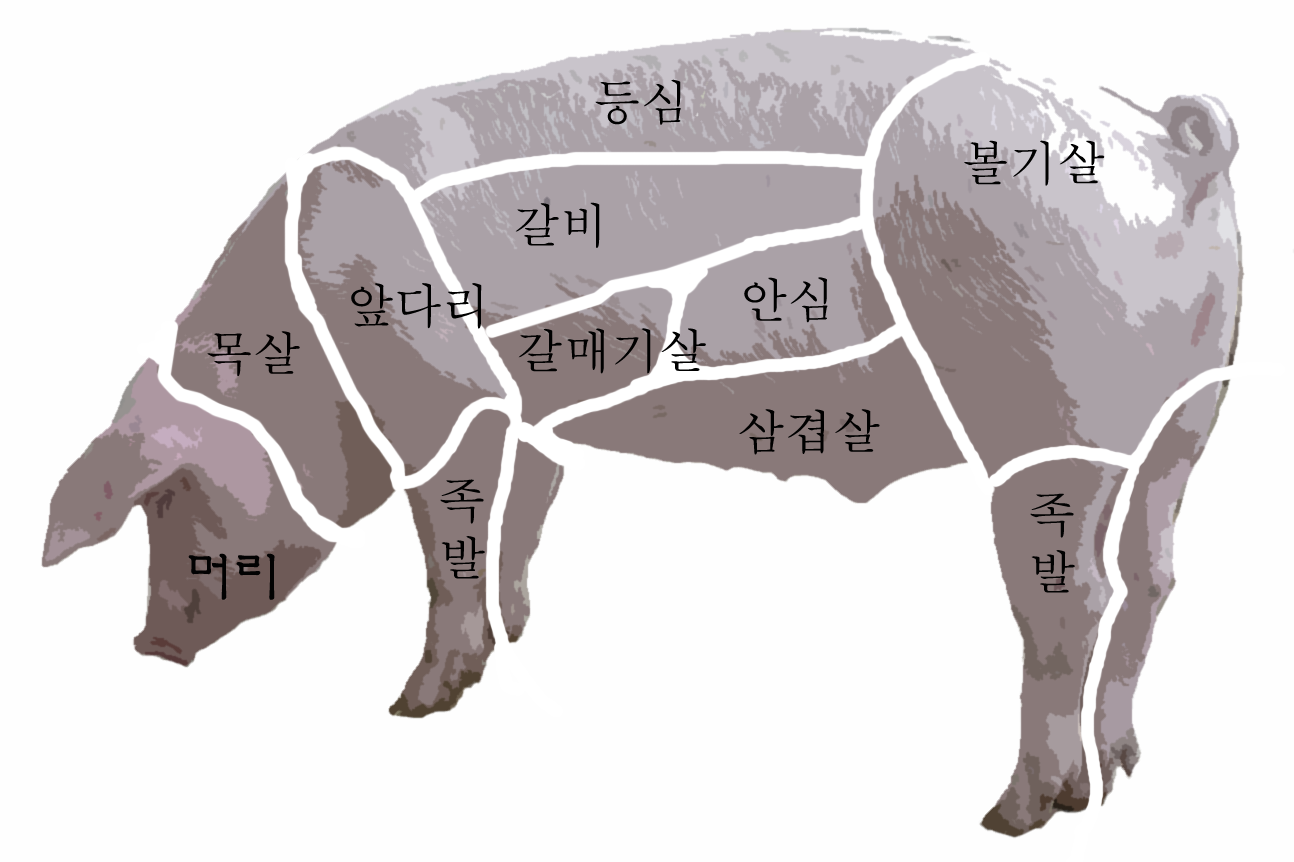
한국
미국
영국

## 영양가
미오글로빈 함량은 쇠고기에 비해 낮은 편이지만 닭고기보다는 훨씬 많다.

## 대중적 인식과 오해
돼지고기는 대표적인 고지방 식품으로 인식되고 있으나, 사실은 삼겹살을 제외하면 거의 대부분의 부위가 고단백 저지방 식품이다. 안심, 등심, 목심, 앞다리살, 뒷다리살, 갈비살, 항정살 등은 지방이 적고 단백질과 비타민 등 여러 가지 영양소를 골고루 함유하고 있다.  또한 돼지고기 등 육류 단백질은 ‘완전 단백’이라고 불리는데, 이는 우리 몸에서 합성할 수 없는 필수 아미노산 8종(이소류신, 류신, 리신, 메티오닌, 페닐알라닌, 트레오닌, 트립토판, 발린)을 모두 포함하고 있기 때문이다. 돼지고기를 먹으면 콜레스테롤 수치가 높아진다는 속설 역시 오해다. 돼지고기에는 스테아린산이 풍부한데, 이는 체내 콜레스테롤 증가를 억제한다. 또한 좋은 콜레스테롤로 알려진 리포단백질(HDL)을 증가시키는 작용을 한다. 한 전문가는 지방이 많은 삼겹살조차도 수육으로 먹거나 기름이 빠지는 판에 구워서 야채와 함께 먹으면 결코 몸에 해롭지 않다고 강조한다.

## 종교 사회와 돼지고기
종교와 관련하여 돼지고기 섭취가 금기시 되어있는 종교를 믿는 신자는 물론 돼지고기를 섭취하지 않는 경우가 대다수이며 유대교 혹은 그 분파나 아랍에미리트, 레바논, 사우디아라비아, 이라크, 쿠웨이트, 오만, 예멘, 카타르, 수단, 소말리아, 니제르, 말레이시아, 알제리, 모로코, 튀니지, 리비아, 이집트, 시리아, 이란, 몰디브, 모리타니, 바레인 등의 이슬람교를 믿는 국가들은 대다수가 돼지고기를 섭취하지 않는다. 왜냐하면 거의 대부분 중동에 위치하기 때문에 돼지 같은 가축이 자라기에는 그만큼 좋은 환경이 되지 않기 때문에 돼지가 질병에 걸리기가 쉽고, 돼지고기를 먹은 사람의 돼지고기 섭취 후의 질병에 대한 위험성을 우려하기 때문이기도 하고 종교적 교리상의 사유로 돼지고기 섭취가 금기되어 있는 경우가 많다. 학자들과 종교 연구직을 맡고 있는 사람들 사이에서는 건강상의 질병 자체를 염려했기 때문에 그 건강상의 질병 자체를 이유로 종교 경전 등에 자체적으로 넣은 것일 수도 있다는 얘기가 있다. 그렇기 때문에 꼭 형식적으로 따르지 않는 몇몇 국가들도 있다고 한다. 하지만 신자들 중에서는 명시된 교리인 것인데 꼭 어겨서는 안 된다는 생각이 있어 돼지고기 금식을 반드시 따르는 사람도 있다. 또한 기독교 종교 내에서도 구약성서에서 돼지고기 섭취가 금지되어 있다고 한다.

## 효능
필수 불포화지방산인 리놀레산이 풍부하여 성인병 예방에 도움을 준다. 또한 비타민 B1과 메타오닌 성분이 많고 몸 안의 노폐물을 배설하는 효능이 있어 간장을 보호하고 피로회복에도 효과가 있다.